# Bandits (jeu vidéo)
Pour les articles homonymes, voir Bandit (homonymie).
Bandits est un jeu vidéo de type shoot 'em up développé par Tony et Benny Ngo et publié par Sirius Software en 1982 sur Apple II avant d’être porté sur Atari 8-bit, Commodore 64 et Commodore VIC-20. Le joueur est chargé de sécuriser l’approvisionnement d’une base lunaire contre les attaques de pirates. Pour cela, il dispose d’un vaisseau spatial, positionné en bas de l’écran et équipé d’un canon laser et d’un bouclier de protection. Avec celui-ci, il doit empêcher les pirates de voler dans les réserves de la base, représentés par des grappes de raisins, des oranges et d’autres fruits regroupés en bas à droite de l’écran. Les pirates attaquent par vague depuis le haut de l’écran. Ils tentent de détruire le vaisseau du joueur, de voler ses fruits puis de les ramener jusqu’à leur vaisseau mère,. Tant qu’un fruit n’a pas été ramené jusqu’à ce dernier, le joueur peut encore le récupérer en détruisant le vaisseau qui le transporte.